# Debbie
 (octobre 2022).
Pour les articles homonymes, voir toutes les pages commençant par Debbie.
Albums de Damien Saez
God blesse
(2002) Varsovie - L'Alhambra - Paris
(2008)
Debbie est le troisième album de Damien Saez, sorti le 31 août 2004. Il est le successeur de l'album God Blesse paru en 2001. L'album s'est classé à la 2e place des charts en France, à la 4e en Belgique francophone et à la 30e en Suisse.

## L'album

### La pochette
La pochette de l'album est une photo en noir et blanc, floue, d'une luminosité entre chien et loup, prise sur le pont de Bir Hakeim. Elle représente la tête d'une femme, regardant vers le bas et les cheveux au vent. La teinte globale est très sombre.

### Sonorités et thèmes
Clairement orienté rock dans son instrumentation, ses textes sont, dans l'ensemble, moins engagés qu'auparavant, mais également à la fois plus poétiques et plus crus. Dans cet album, Saez prend plaisir à jouer sur les doubles sens et les sens cachés. Selon lui, toutes les chansons s'adressent directement à l'auditeur de par la présence de la deuxième personne du singulier (« tu ») dans chacune d'elles.

### Liste des titres
Toutes les chansons sont écrites et composées par Damien Saez.
| 1.      | Debbie                     | 3:30  |
| 2.      | En travers les néons       | 4:41  |
| 3.      | Céleste                    | 4:38  |
| 4.      | Marie ou Marilyn           | 3:49  |
| 5.      | J'hallucine                | 4:35  |
| 6.      | Autour de moi les fous     | 5:35  |
| 7.      | Dans le bleu de l'absinthe | 7:13  |
| 8.      | Comme une ombre            | 5:22  |
| 9.      | Marta                      | 6:47  |
| 10.     | Clandestins                | 4:34  |
| 11.     | Tu y crois                 | 14:54 |
| 1:05:38 |                            |       |

Le dernier morceau Tu y crois inclut un morceau caché, Sakura  (4:40) qui commence à la dixième minute, après un silence de 4 minutes.